# Internet interplanetaria

Tempo impiegato da un raggio di luce che viaggia dalla Terra alla Luna. Quella della luce è la massima velocità a cui i messaggi dell'internet interplanetario potranno viaggiare. Per la grande distanza, i ritardi saranno molto maggiori che nell'internet terrestre.

Per Internet interplanetaria si intende una rete Internet in grado di operare tra diverse zone del sistema solare e, in prospettiva, anche all'esterno di esso. Questa attualmente non esiste, ma vi sono speculazioni riguardo alla sua realizzazione.

## Problematiche
Il modo di lavorare dell'Internet terrestre è semplice: un computer della rete invia ad un altro, un messaggio (suddiviso in pacchetti); ogni volta che un pacchetto è arrivato al computer di destinazione, quest'ultimo invia un segnale di ricezione al mittente. In genere dal momento dell'invio del pacchetto alla ricezione della conferma passa un tempo di pochi secondi (mediamente uno).
Ma se volessimo inviare un messaggio, ad esempio, su Marte occorrerebbe attendere circa dieci minuti perché il messaggio arrivi fino al pianeta rosso, ed altri dieci perché la risposta torni sulla Terra. Gli attuali protocolli per Internet non sono in grado di gestire ritardi di queste dimensioni.

## Introduzione
L'Internet interplanetario, per com'è attualmente concepito, può essere immaginato come un insieme di nodi flessibili nello spazio che siano in grado di comunicare reciprocamente tra di loro. A causa dei grandi ritardi associati con questo tipo di comunicazioni (la cui velocità è limitata a quella della luce) si rende necessario la stesura di nuovi protocolli di comunicazione, che siano in grado di tollerare i grandi ritardi insiti in questo tipo di comunicazione, nonché la creazione di nuove tecnologie compatibili con queste condizioni. Mentre Internet, come lo conosciamo attualmente, tende ad essere una rete di reti, ed è caratterizzato da alto traffico, bassi ritardi nelle risposte, errori di comunicazione quasi inesistenti ed una struttura principalmente cablata, l'Internet interplanetario si configura come una rete di internet tra di loro disconnesse, basata sul principio dello store-and-forward (immagazzinare e rinviare i dati), con frequenza sconosciuta, la cui struttura di base si fonda su tecnologie wireless (senza cavi), avente un alto indice di errori e con ritardi variabili da qualche decina di minuti a parecchie ore.

## Evoluzione degli standard
Gli studi per Internet Interplanetario sono stati iniziati al Jet Propulsion Laboratory (JPL) della NASA da un team di scienziati guidati da Vinton Cerf ed Adrian Hooke. Cerf è uno dei pionieri di Internet terrestre, ed oggi occupa la posizione di "distinguished visiting scientist" al JPL ed è membro del board of directors di Google. Hooke è uno dei direttori del Comitato consultivo per sistemi di dati nello spazio (Consultative Committee for Space Data Systems - CCSDS), creato nel 1982 con lo scopo di elaborare protocolli standardizzati ed accordi tra le diverse agenzie spaziali. Attualmente sono membri di questo comitato 10 agenzie spaziali, altre 22 vi assistono come osservatori e più di 100 gruppi industriali sono associati ad esso.
L'evoluzione degli standard per sistemi di trasmissione dati nello spazio ha marciato in parallelo con l'evoluzione di quelli dell'Internet terrestre, producendo miglioramenti concettuali che interessavano ora uno ora l'altro, però, fondamentalmente, in modo separato. Dalla fine degli anni '90 si è invece avuta una convergenza dei due insiemi di protocolli in modo da renderli il più possibile simili: un esempio di ciò è stato dato dal soddisfacente esito del trasferimento di file via FTP, avvenuto il 2 gennaio 1996, tra la Terra ed il satellite orbitante STRV-1b.

## Architettura di sistema
Nelle trasmissioni interplanetarie, i protocolli tipo IP possono essere ancora utilizzati, ma solo per distanze relativamente brevi quali, ad esempio, quella tra una stazione di Terra ed un satellite in orbita terrestre. È invece necessaria la definizione di nuovi protocolli di tipo delay-tolerant networking (reti che tollerano ritardo) quando sia richiesta di comunicare tra regioni del sistema solare tra loro distanti.  Nasce quindi l'esigenza di definire quale sia il concetto di Regione, essendo esso un fattore fondamentale per il disegno dell'architettura dell'Internet interplanetario; si è quindi deciso di definire come Regione l'area in cui le caratteristiche delle comunicazione sono le medesime. Le caratteristiche di ogni regione sono date dai suoi protocolli di comunicazione, dai sistemi di sicurezza, dai sistemi per il mantenimento delle risorse e da altri fattori. Esempi di regioni possono essere: l'attuale Internet terrestre, la superficie di un pianeta, l'area interessata da una comunicazione tra un pianeta terra ed un satellite artificiale in orbita attorno ad esso.
In quest'ottica, Internet interplanetario potrà quindi essere vista come una rete di Internet regionali.
Obiettivo attuale è la messa a punto di uno standard di comunicazioni punto-punto tra regioni non adiacenti, aventi ritardi di risposta variabili e che utilizzino protocolli diversi.